# Carlos Paolillo
Carlos Paolillo (Caracas, 13 de febrero de 1952) es un periodista; crítico, historiador e investigador de danza; escritor, abogado y gestor cultural venezolano.
Estudió comunicación social y derecho en la Universidad Católica Andrés Bello. Posteriormente realizó un Postgrado en Cooperación Cultural Internacional y un mágister en Gestión Cultural, en la Universidad de Barcelona, España. Es profesor de la Universidad Central de Venezuela y de la Universidad Nacional Experimental de las Artes de Venezuela, donde además le fue otorgado el reconocimiento de Maestro Honorario.
Fundó el Instituto Universitario de Danza, la Fundación Jóvenes Coreógrafos de Venezuela y la Revista Movimiento Danza Escénica.

## Publicaciones
- 1986: Taller de Danza de Caracas
- 1999: Academia, experimentación e historia
- 2004: Una aventura, un hito. Ballet Nacional de Venezuela 1957–1980
- 2005: Movimiento y academia. Aproximación Histórica a la Educación de la Danza Escénica en Venezuela
- 2005: Nina Nikanorova. Vida de Maestra
- 2006: Grishka Holguin. La aventura del pionero
- 2007: Caminos del cuerpo. Una visión de la danza escénica venezolana
- 2010: Biografía de Vicente Nebreda
- 2019: Vicente Nebrada. La ruta del coreógrafo

## Premios y reconocimientos
- Premio Nacional de Cultura2010-2012, Mención Danza (Venezuela)[2]
- Premio Municipal de Danza de la Alcaldía de Caracas 1991, 2007 y 2010 (Venezuela)
- Premio Internacional Honorífico de Danza Josefina Méndez 2019 (Cuba)[3]